# 배로 AFC
배로 AFC(Barrow A.F.C.)는 잉글랜드 컴브리아주 배로인퍼니스를 연고지로 하는 축구 구단이다. 1901년 창단되었으며, 현재 EFL 리그 투에 소속되어 있다.

## 선수 명단

### 현역
참고: FIFA 자격 규정에 따라 소속된 국가대표팀 국기를 표시합니다. 선수는 복수의 FIFA 비회원국 국적을 가지고 있을 수 있습니다.
| 번호 | 포지션 | 국적     | 이름          |
| ---- | ------ | -------- | ------------- |
| 7    | MF     | 잉글랜드 | 데이비드 워럴 |
| 20   | FW     | 잉글랜드 | 에밀 아콰     |

| 번호 | 포지션 | 국적 | 이름 |
| ---- | ------ | ---- | ---- |

## 역대 감독
| 감독            | 임기        |
| --------------- | ----------- |
| 프레드 펜틀랜드 | 1938 ~ 1940 |